# Marijin steber, Ljubljana
Marijin steber je sveti Mariji posvečeno znamenje v obliki stebra z Marijinim kipom na vrhu, ki stoji na Levstikovem trgu pred župnijsko cerkvijo sv. Jakoba v Ljubljani. V sedanji obliki je bil postavljen leta 1938 po načrtu arhitekta Jožeta Plečnika, zasnova pa je ostanek enega najstarejših še ohranjenih javnih spomenikov v Ljubljani, ki je bil skozi zgodovino večkrat spremenjen.
Znamenje ima status kulturnega spomenika državnega pomena po Odloku o razglasitvi del arhitekta Jožeta Plečnika v Ljubljani za kulturne spomenike državnega pomena iz leta 2009.

## Zgradba
16 m visok spomenik je sestavljen iz 9,5 m visokega marmornatega stebra na podstavku, na vrhu katerega stoji kapitel manjšega korintskega stebra, na njem pa baročni kip sv. Marije iz medi. Okrog manjšega stebra (torej na ploščadi večjega) so razporejeni kipi iz nečistega cinka ('spelter'), ki upodabljajo štiri zavetnike ljubljanskih cerkva: sv. Miklavža, sv. Jakoba, sv. Petra in Janeza Krstnika. Na spodnjem delu glavnega stebra je izklesana plošča z napisom.

## Zgodovina
Prvotna zasnova spomenika je delo polihistorja Janeza Vajkarda Valvasorja. Sredi 17. stoletja so ga dali postaviti kranjski deželni stanovi, ki so se po odvrnitvi turške nevarnosti v bitki pri Monoštru (1664) zaobljubili k čaščenju sv. Marije. Zaobljubo so uresničili šele več kot desetletje kasneje v strahu pred kugo, ki se je v tem času razširila na Štajersko. Valvasor je zasnoval kip z uporabo tehnike ulivanja tankostenskih kovinskih skulptur, ki jo je sam iznašel in velja za prvi mednarodno priznan izum s Kranjskega. V Slavi vojvodine Kranjske poroča, da ga je po modelu kiparja Wolfa Weisskirchnerja ml. iz Salzburga ponoči 16. decembra 1681 iz medi ulil ljubljanski zvonar Krištof Schlag. Na steber so ga slovesno dvignili 27. marca 1682, ki je tedaj padel na veliki petek. Ob vogalih so bili postavljeni kamniti kipi štirih svetnikov, zavetnikov cesarstva: sv. Jožefa, sv. Leopolda, Ignacija Lojolskega in Frančiška Ksaverija.
Znamenje je torej postalo središče vsakoletne slavnostne procesije v čast sv. Mariji, pa tudi zbirališče ob drugih pomembnih priložnostih. Simboliziralo je vlogo vladajoče habsburške dinastije kot pokrovitelja in zaščitnika v boju proti Turkom, pa tudi zmagoslavje katoliškega »pravoverstva« nad protestantizmom v teh krajih. Do 18. stoletja je kult češčenja Marije počasi zamrl in znamenje je pričelo propadati. Leta 1840 so ga tako morali za silo podpreti s hlodi, štiri leta kasneje pa so ga mestne oblasti zaradi neuglednega videza ob bližajočem se cesarjevem obisku kar odstranile. Marijin kip je bil takrat shranjen v cerkvi.
V obdobju prebujanja narodne zavesti med narodi Avstrijskega cesarstva sredi 19. stoletja so Habsburžani ob podpori katoliške Cerkve ponovno poskušali doseči zedinjenje s pomočjo obuditve Marijinega kulta. V sklopu tega so leta 1870 obnovili tudi znamenje pred šentjakobsko cerkvijo. Kipi svetnikov so medtem izginili, nadomestile so jih upodobitve drugih svetnikov, ki bili bolj v skladu s tedanjimi političnimi okoliščinami in okusom meščanstva ter niso spominjali na razpadlo monarhijo. Te so delo Mayerjevega umetnostnega zavoda iz Münchna. Otvoritev je bila kljub temu izredno slabo obiskana.
V prvi polovici 20. stoletja se je ljubljanski mestni svet odločil za predelavo spomenika, ki je bila zaupana arhitektu Jožetu Plečniku. Ta je ohranil vseh pet kipov in kapitel starega stebra ter jih vpel na vrh novega stebra, s tem pa dal znamenju povsem novo podobo.